# Герфорд (Пенсільванія)
Герфорд (англ. Hereford) — переписна місцевість (CDP) в США, в окрузі Беркс штату Пенсільванія. Населення — 933 особи (2020).

## Географія
Герфорд розташований за координатами 40°27′3″ пн. ш. 75°33′1″ зх. д. / 40.45083° пн. ш. 75.55028° зх. д. (40.450942, -75.550389).  За даними Бюро перепису населення США в 2010 році переписна місцевість мала площу 2,64 км², з яких 2,63 км² — суходіл та 0,01 км² — водойми.

## Демографія
Згідно з переписом 2010 року, у переписній місцевості мешкало 930 осіб у 410 домогосподарствах у складі 269 родин. Густота населення становила 353 особи/км².  Було 433 помешкання (164/км²).
Расовий склад населення:
| - 92,0 % — білих - 0,6 % — азіатів - 0,4 % — чорних або афроамериканців - 0,1 % — корінних американців - 3,9 % — осіб інших рас |

До двох чи більше рас належало 2,9 %. Частка іспаномовних становила 4,5 % від усіх жителів.
За віковим діапазоном населення розподілялося таким чином: 17,7 % — особи молодші 18 років, 61,3 % — особи у віці 18—64 років, 21,0 % — особи у віці 65 років та старші. Медіана віку мешканця становила 47,9 року. На 100 осіб жіночої статі у переписній місцевості припадало 98,3 чоловіків;  на 100 жінок у віці від 18 років та старших — 93,2 чоловіків також старших 18 років.
Середній дохід на одне домашнє господарство  становив 57 419 доларів США (медіана — 49 545), а середній дохід на одну сім'ю — 71 579 доларів (медіана — 51 213). За межею бідності перебувало 7,9 % осіб, у тому числі 11,3 % дітей у віці до 18 років та 8,7 % осіб у віці 65 років та старших.
Цивільне працевлаштоване населення становило 311 осіб. Основні галузі зайнятості: виробництво — 26,4 %, науковці, спеціалісти, менеджери — 18,6 %, освіта, охорона здоров'я та соціальна допомога — 15,4 %.